# اپبرمشه

اپبرمشه نوعی گویش هندی

اپبرمشه (به سانسکریت: अपभ्रंश ، Apabhraṃśa) نامی‌است که به مجموعه‌ای از گویش‌های زبان‌های هندوآریایی میانه گفته می‌شود. این گویش‌ها در دورهٔ گذار میان زبان‌های هندوآریایی باستان به میانه پدیدارگشتند و از سدهٔ ششم تا نزدیک به سدهٔ پانزدهم میلادی نیز رواج‌داشتند.
اپبرمشه نانمی سانسکریت است که از سوی شماری از متخصصان دستور زبان مانند پاتانجلی بر این مجموعهٔ زبانی نهاده‌شده و معنای زبان نادستوری را می‌رساند.
در دورهٔ مدرن، از فرگشت زبانی اپبرمشه زبان‌هایی مانند هندوستانی، گجراتی، بنگالی و ... پدیدارگشتند. ولی چگونگی این تکامل هنوز تا حدی روشن نیست. به نظر می‌آید شاخهٔ شمالی زبان‌های هندوآریایی امروزی در سدهٔ یازدهم میلادی به وجود آمده باشد، در این زمان هنوز هم اپبرمشه متداول بوده‌است. نمونه‌های زبان اپبرمشه در نوشته‌های ادبی جین دیده می‌شود. این زبان تا زمان ظهور امیرخسرو دهلوی و کبیر در بخش‌هایی از هندوستان که هنوز زیر فرمان پادشاهان هندو بوده مورد استفاده قرارمی‌گرفته‌است. کالیداسا از کسانی‌است که برای نوشته‌هایش از اپیبرمشه سوده‌برده‌است.